# Вервей, Альваро
Альваро Вервей (нидерл. Alvaro Verwey; 12 января 1999, Парамарибо) — суринамский футболист, нападающий клуба «Уокинг Бойз Компани» в лиге SVB Topklasse. Попал в европейский клуб, выступая в Суринаме.

## Клубная карьера

### Молодёжные турниры
В период игры за юношеские команды Вервей выступал за клуб «Робингуд» и Club Oase (юношеские составы). Он играл в «Робингуд» до 2011 года. Во время своего последнего сезона в этом клубе он стал одним из лучших бомбардиров, забил «двузначное» количество голов. В 2012 году стал выступать в Club Oase, продолжал играть в клубе до 2016 года. В сезоне 2016 года он стал лучшим бомбардиром в дивизионе U17 (до 17 лет), забил 24 гола. В 2014 и 2015 годах Вервей участвовал в Digicel Kickstart Clinics, турнире, проводимом английским клубом «Челси».

### Профессиональная карьера
В ноябре 2016 года Вервей стал тренироваться с клубом 1-го дивизиона Дании «Вайле». Во время тренировки он выступил в матчах против «Хельсингёра» и «Нюкёбинга». После этого он вернулся в Суринам и играл за клуб SV «Уокинг Бойз Компани» лиги Topklasse. Играя в WBC, он появился на поле 1 раз и забил гол. Соперником SV «Уокинг Бойз Компани» был Sportvereniging Nationaal Leger, матч завершился победой со счётом 3:1. Затем, в начале января, футболист вернулся в Данию. Было объявлено, что он подписал контракт с основной командой, и про то, что он будет играть в ней во второй половине сезона. Помимо этого, он мог играть и в молодёжном составе (в команде, состоящей из футболистов до 19 лет). 18 января 2017 года он вышел на поле, выйдя на замену во втором тайме. Это произошло в товарищеском матче, который проходил, когда игры лиги были приостановлены на зимний перерыв. Соперником в том матче был Kolding IF, матч завершился со счётом 2:2. На следующей неделе он дебютировал в молодёжном составе U19, состоялся матч против второго состава клуба «Санкт-Паули». Вервей вышел на поле в начале матча, но был заменён на 63-й минуте. Через несколько дней, 28 января 2017 года, он забил свой первый гол в команде U19. В этом матче команда одержала победу над молодёжным составом «Эсбьерга». По мнению клуба, это было «лучшее выступление игрока к тому моменту». После такого выступления в молодёжной команде он стал участником команды из 18 человек, выступившей в матче против клуба датской Суперлиги «Эсбьерг». На этот раз он участвовал в матче уже с основным составом клуба. Этот матч состоялся 30 января 2017 года. Вервея выпустили на замену на 81-й минуте.
В июне 2017 года было объявлено, что Вервей покидает клуб. Футболист вернулся в Суринам и стал выступать за «Уокинг Бойз Компани». По данным на февраль 2018 года, Вервей забил 8 голов в дивизионе, в котором выступают футболисты до 20 лет.

## Карьера в сборной Суринама
Вервей представлял Суринам в юношеских командах (до 15 и до 17 лет). В 2014 году он был включён в список игроков команды Суринама, которая должна участвовать в квалификации чемпионата КОНКАКАФ среди юношей до 17 лет.
В июле 2018 года он вместе с основной командой Суринама отправился на учебно-тренировочный сбор в Нидерландах. На сборе готовились к отборочному турниру Лиги наций КОНКАКАФ 2019/20, футболист сыграл в нескольких матчах против голландских команд. Вернувшись со сбора, он принял участие в товарищеском матче против Французской Гвианы, прошедшем 18 августа 2018 года. Матч завершился со счётом 4:0, Вервей забил четвёртый гол, этот гол стал его первым голом за основную национальную сборную.
Был включён в состав сборной на Золотой кубок КОНКАКАФ 2021.

### Результаты матчей сборных
Ниже приведена таблица, показывающая результаты матчей.
| #                                       | Дата               | Место проведения матча      | Противник | Счёт | Соревнование      |
| --------------------------------------- | ------------------ | --------------------------- | --------- | ---- | ----------------- |
| 1                                       | 18 августа 2018 г. | Кайенна, Французская Гвиана | Гвиана    | 4:0  | Товарищеский матч |
| Последнее обновление 19 августа 2018 г. |                    |                             |           |      |                   |